# Waldnymphen
Die Waldnymphen (Coeligena), manchmal auch als Musketier-Kolibris bezeichnet, sind mittelgroße, schnell fliegende Kolibris, die das Hochland der Anden bewohnen.

## Merkmale
Waldnymphen erreichen eine Körpergröße von 11 bis 14,5 Zentimeter und ein Gewicht von 6 bis 8 Gramm. Sie haben 28 bis 34 mm lange, gerade, nahezu nadelähnliche Schnäbel. Hinsichtlich der Schnabellänge gibt es einen Sexualdimorphismus. Die meisten Arten haben einen kleinen weißen Fleck hinter dem Auge. Während sie sich in Körperbau und Proportionen kaum unterscheiden, fällt die Färbung der verschiedenen Gefiederpartien sehr vielfältig aus.

## Arten
Es werden 14 Arten unterschieden, deren Gesamtverbreitung sich vom nordöstlichen Venezuela bis nach Zentral-Bolivien erstreckt. Einige Arten (z. B. Coeligena coeligena und Coeligena torquata) sind weit verbreitet, während andere (z. B. Coeligena prunellei und Coeligena orina) räumlich sehr eingeschränkte Vorkommen aufweisen. Einige Arten kommen in den Bergregionen der Sierra Nevada de Santa Marta im nördlichen Kolumbien und in der Cordillera del Condor in Ecuador vor.
Die International Ornithologists’ Union akzeptiert gegenwärtig die folgenden Arten:
- Bronzekolibri oder Himmelsmusketier (Coeligena coeligena)
- Braunkolibri oder Königsmusketier (Coeligena wilsoni)
- Blauschulterkolibri oder Mohrenmusketier (Coeligena prunellei)
- Violettscheitelkolibri oder Krawattenmusketier (Coeligena torquata)
- Inkaandenkolibri (Coeligena inca)
- Türkiskronkolibri oder Weißschwanzmusketier (Coeligena phalerata)
- Goldbauchkolibri oder Goldbauch-Andenkolibri (Coeligena bonapartei)
- Goldandenkolibri (Coeligena eos)
- Antioquiakolibri oder Grünmusketier (Coeligena orina)
- Rosenbauchkolibri oder Blaukehlmusketier (Coeligena helianthea)
- Fahlflügelkolibri oder Braunschwingenmusketier (Coeligena lutetiae)
- Veilchenkehlkolibri (Coeligena violifer)
- Regenbogenkolibri (Coeligena iris)
- Méridakolibri (Coeligena conradii)

## Nahrungssuche
Die Nahrung der Waldnymphen besteht aus Insekten, Spinnen sowie aus Blütennektar von Futterpflanzen in mittleren Höhenlagen, die sie regelmäßig anfliegen.

## Systematik und Etymologie
Die taxonomische Geschichte der Gattung Coeligena ist kompliziert. 1832 wurde die Gattung von Lesson zunächst als Ornysmia beschrieben und beinhaltete Arten (z. B. Eugenes fulgens), die gegenwärtig als nur entfernt mit Coeligena verwandt betrachtet werden. Die heute gültige Systematik der Waldnymphen stammt von James Lee Peters aus dem Jahre 1945. Das Wort Coeligena leitet sich aus den lateinischen Wörtern coelum bzw. caelum für „Himmel“ und genus für „Nachkomme“ ab.